# Centro Zen de Los Angeles
O Zen Center de Los Angeles (ZCLA), nome do templo Templo da Essência do Buda, é um centro zen fundado por Hakuyu Taizan Maezumi em 1967, que segue a linhagem White Plum.
O ZCLA segue uma programação diária de zazen, serviços budista e prática de trabalho. Os programas do Centro incluem aulas introdutórias, sesshin (retiros longos), workshops e períodos de treinamento, além de encontros presenciais com a Abadessa Wendy Egyoku Nakao e outros mestres do Centro. A sangha pratica zazen e treinamento de Koan na linhagem Maezumi-Glassman.
A missão do ZCLA é buscar o autoconhecimento, seguir os preceitos e prestar serviço aos outros. O Centro cumpre essa missão oferecendo ensino, treinamento e a transmissão do Zen Budismo. Sua visão é um mundo iluminado, onde o sofrimento é superado, todos os seres vivem em harmonia, há o suficiente para todos, a sabedoria profunda é alcançada e a compaixão se espalha livremente.

## Galeria

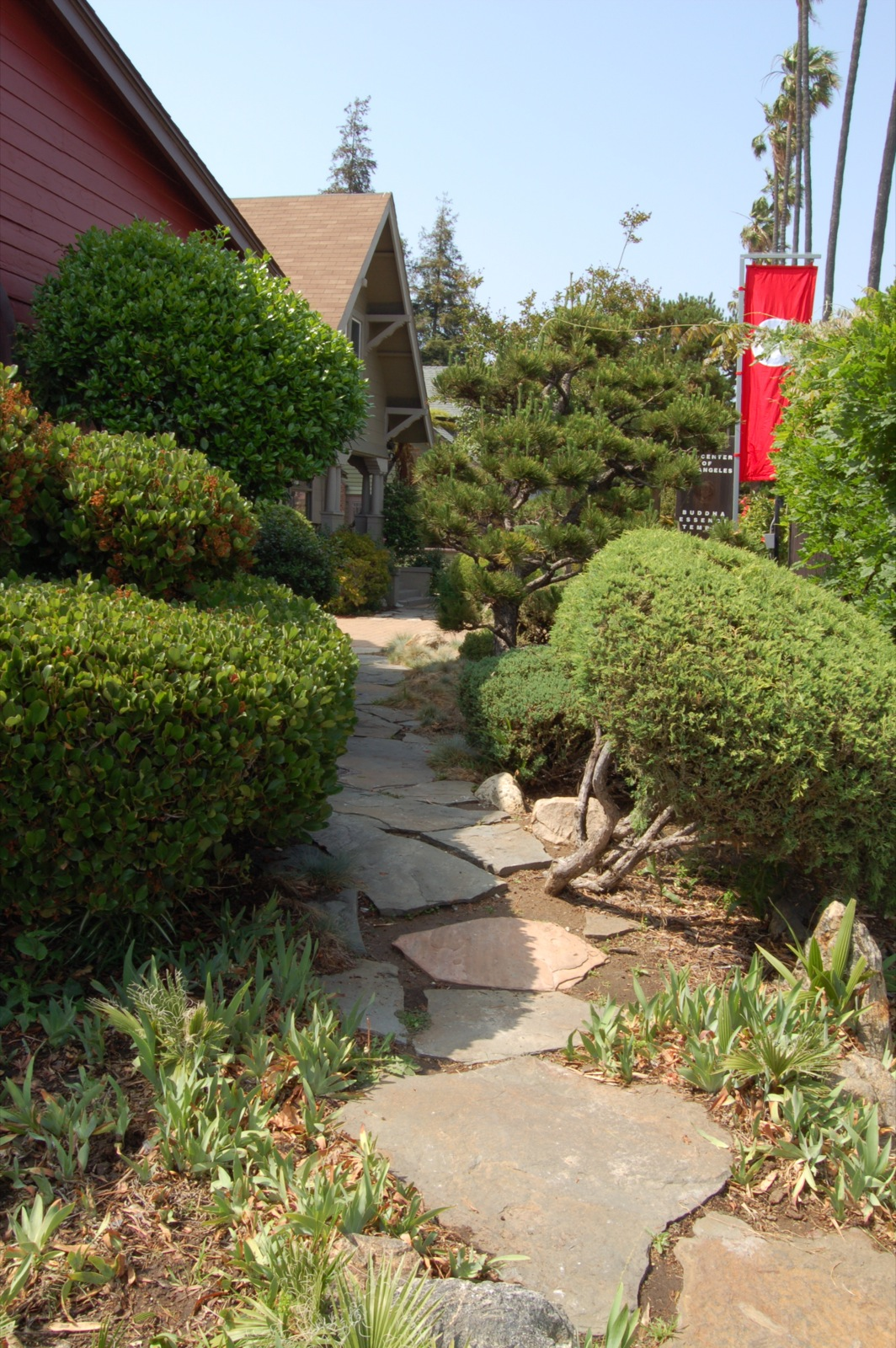
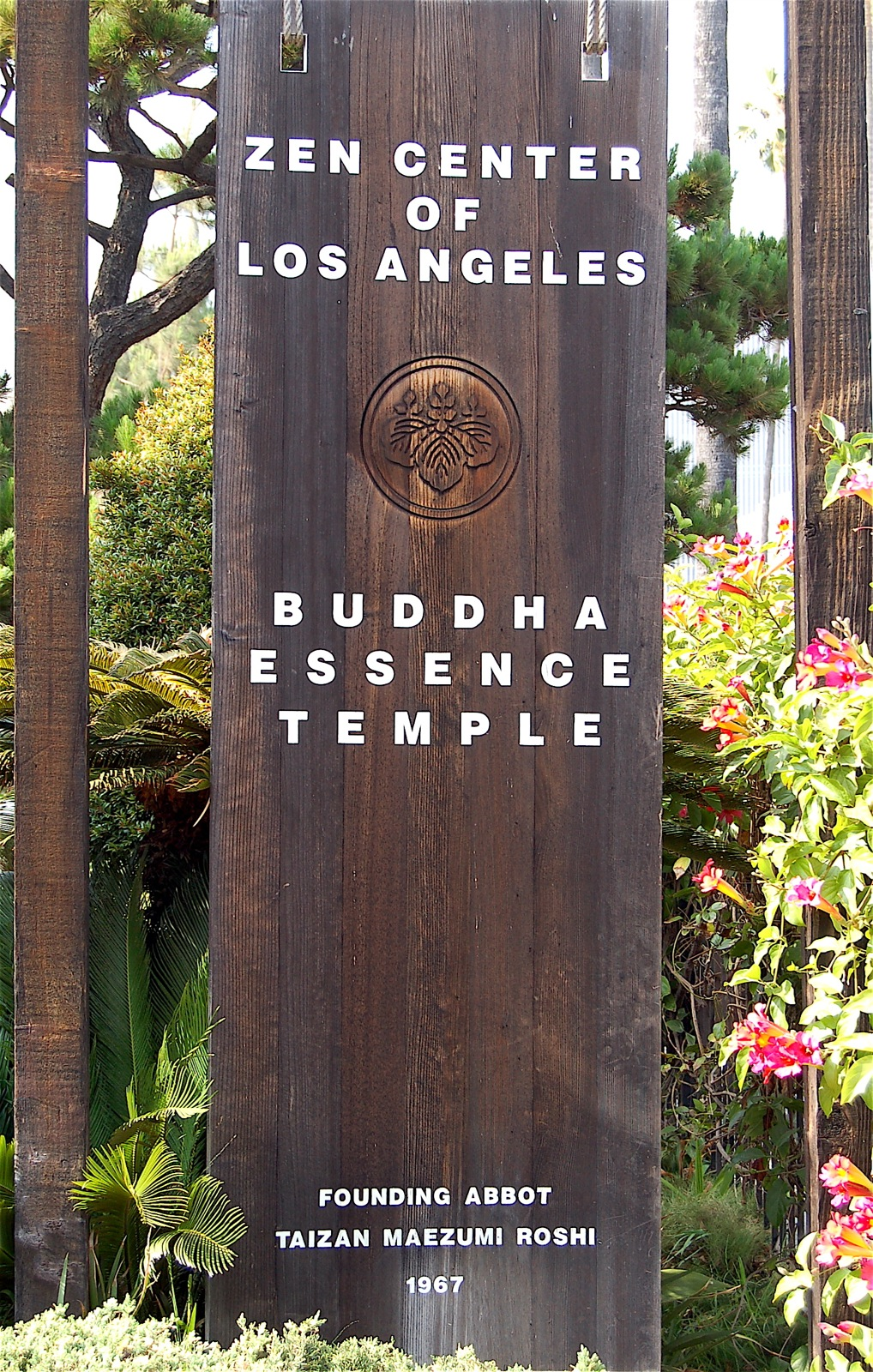
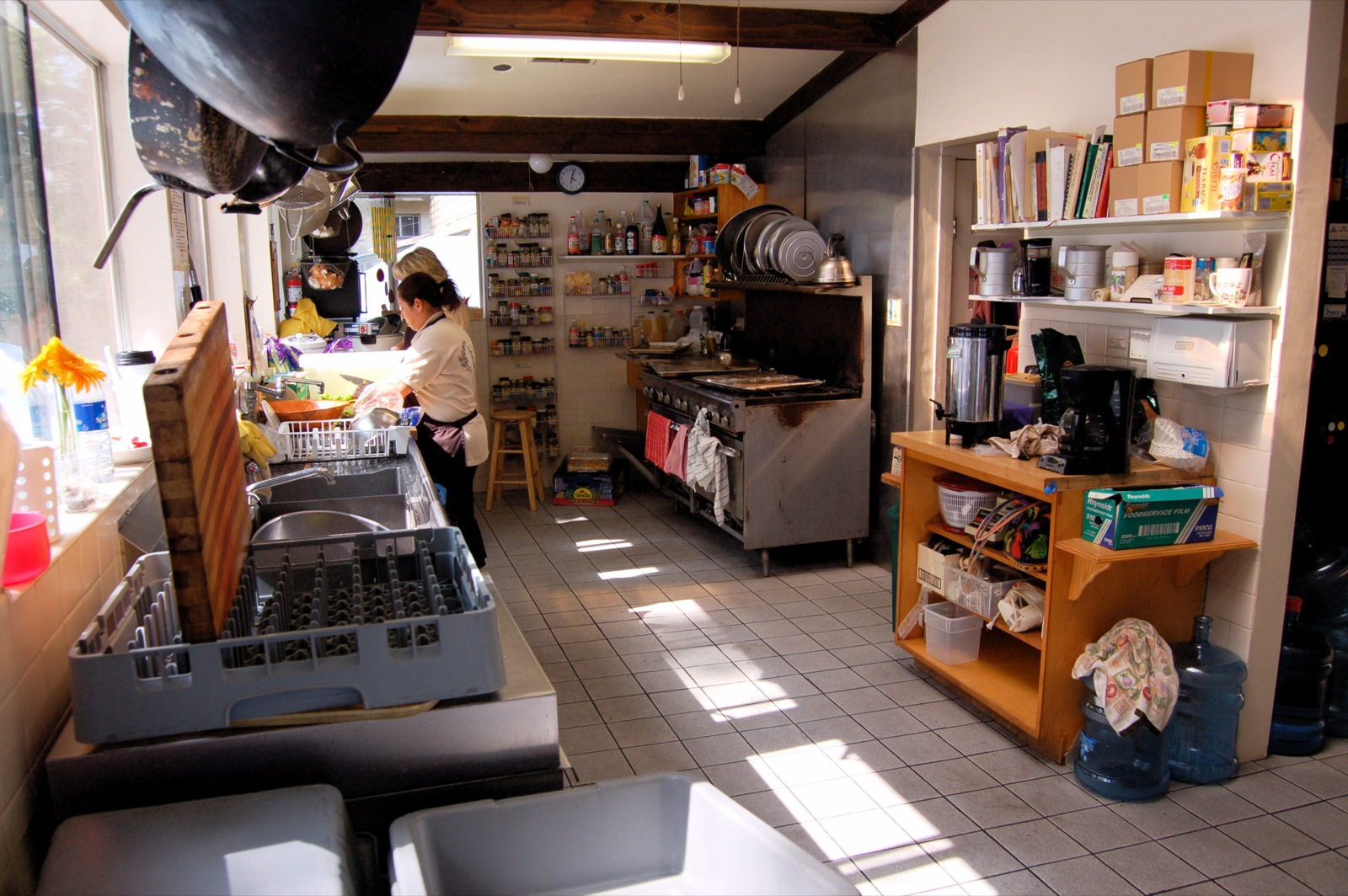
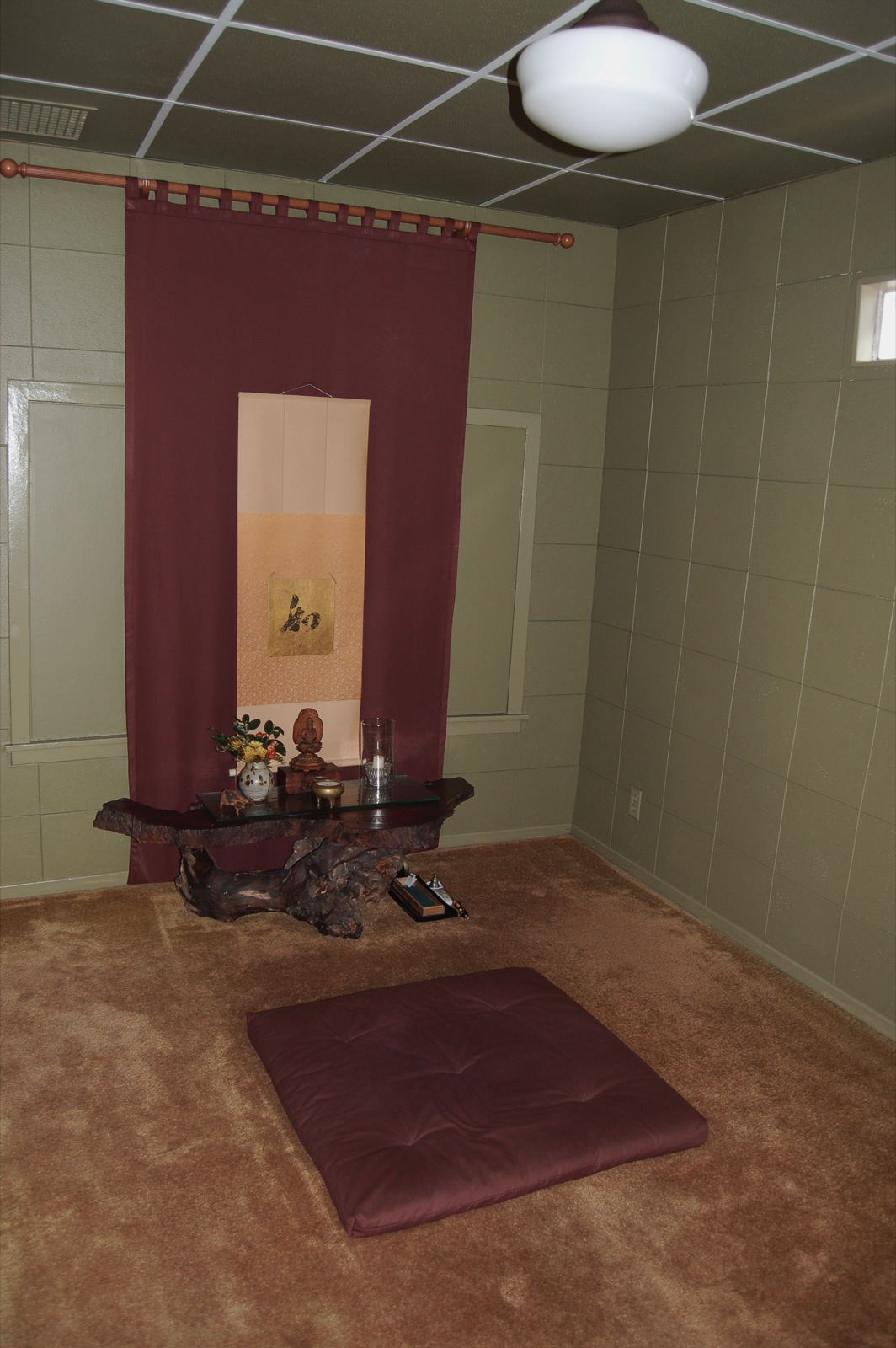
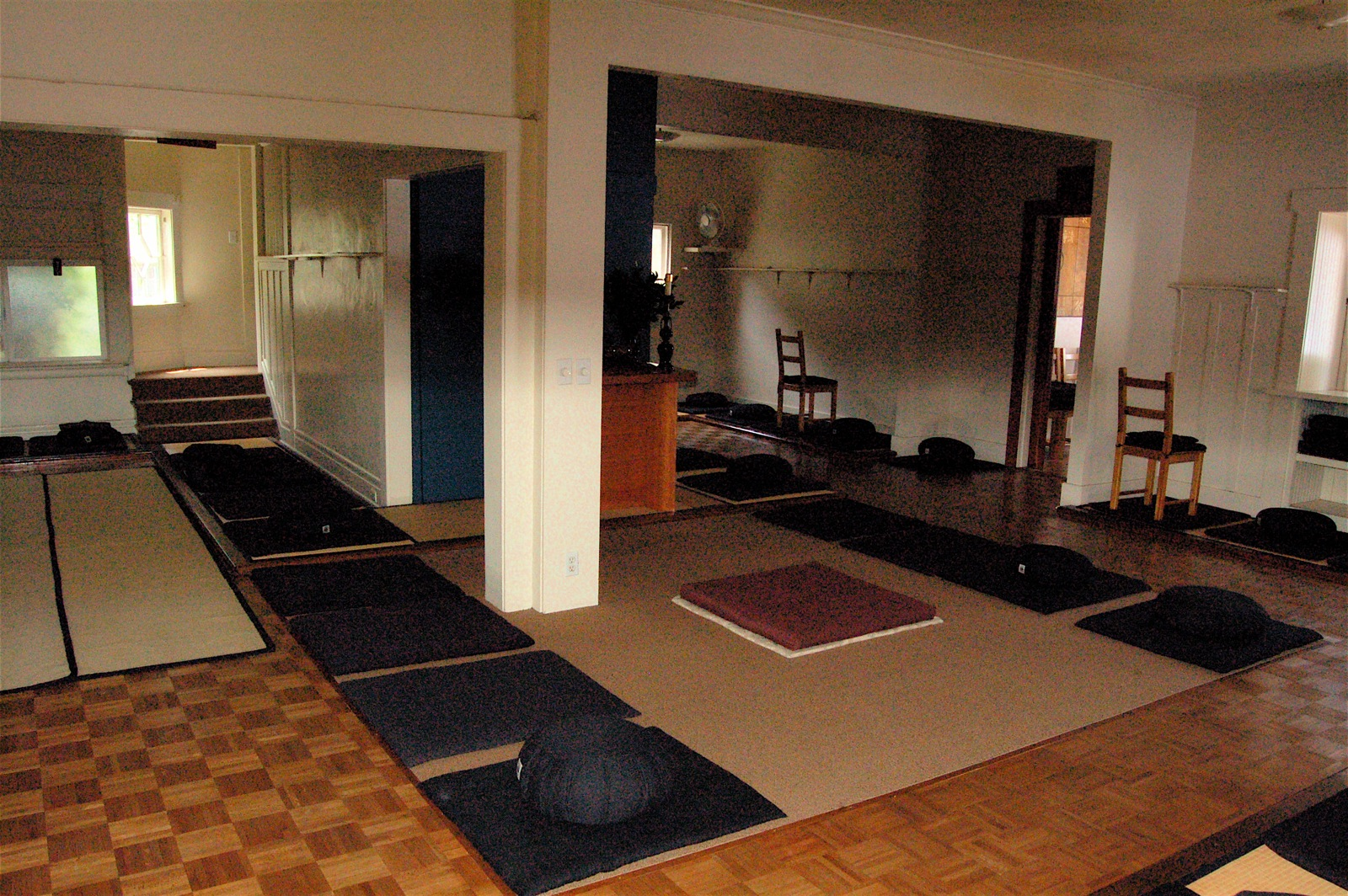
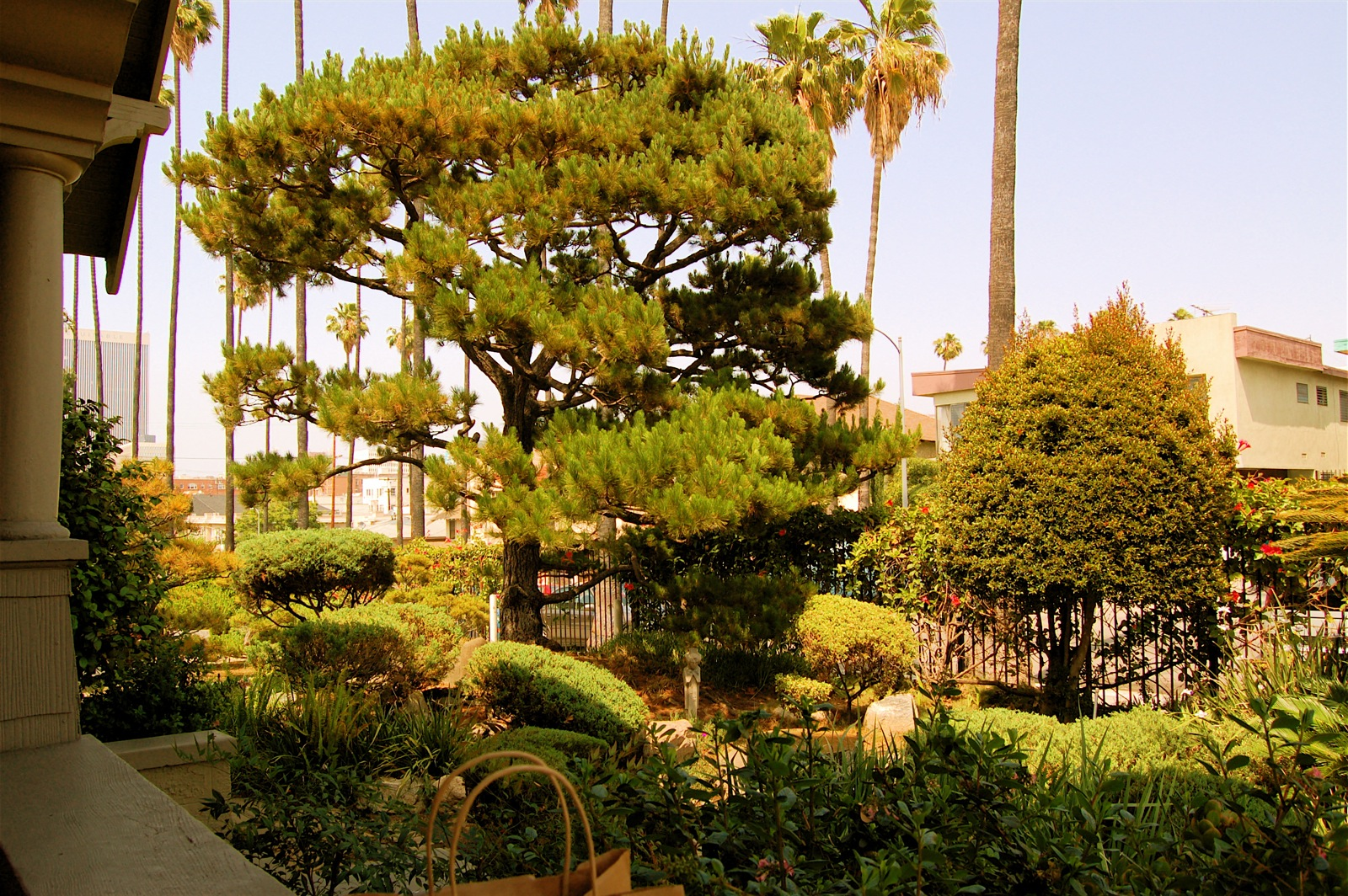
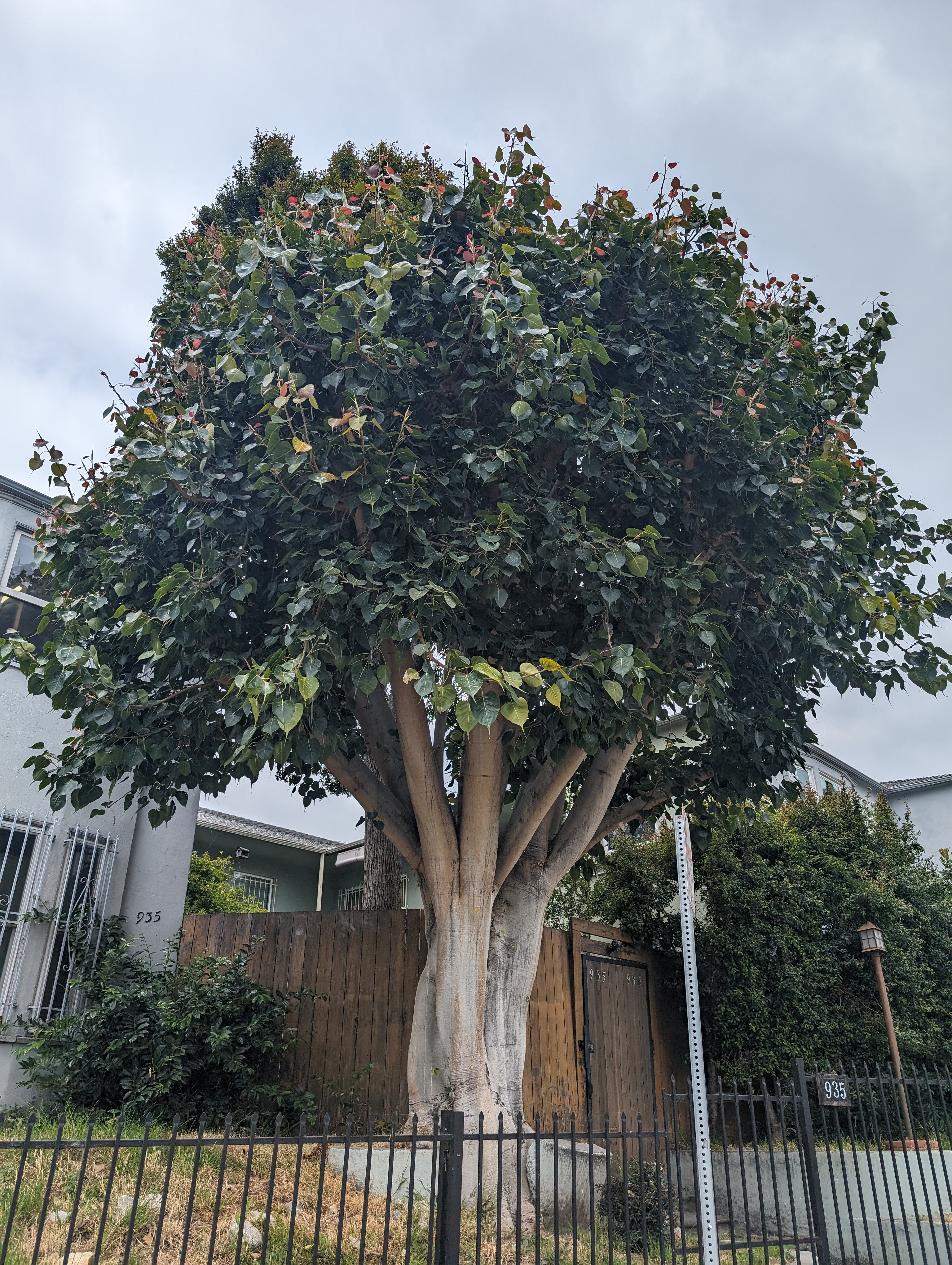
Árvore Bodhi ( Ficus religiosa ) no terreno do centro Zen